# Иваново (Приозерский район)
Иваново (до 1948 года Маанселькя, Пирхоланмяки, фин. Maanselkä, Pirholanmäki) — деревня в Сосновском сельском поселении Приозерского района Ленинградской области.

## Название
Топоним Маанселькя в дословном переводе означает «гряда» или «главный хребет».
В 1945 году в деревне разместилось подсобное хозяйство 6-го вагонного участка. В начале 1948 года деревне было присвоено новое имя — Рябиновка. Южная окраина деревни Маанселькя, именовавшаяся Пирхоланмяки, получила тогда наименование деревня Бабочкино, но вскоре оно было изменено на Ивановка, а затем на название Иваново — в память о погибшем воине.
Переименование было закреплено указом Президиума ВС РСФСР от 13 января 1949 года. Позднее обе деревни слились воедино под общим названием Иваново.

## История
Деревня Маанселькя в Васильевском Ровдужском погосте согласно писцовой книге Водской пятины 1500 года имела 18 дворов. К общему «кусту» принадлежащих Маанселькя деревень относились Масельги, Большой двор, Бобруево (где располагалась усадьба и один двор), деревня Маан-селькя у Больших штанов, Костино подворье монастыря, две деревни Лютиково-Степанково, Лютиково-Тимошкино, Омосово, две деревни Суур-хоусу (Большая штанина), Игнатово в Мустилан-мяки, Горлово в Маан-селькя, Мелитово-Миеттиля, Терехово-Дорошково. 
- Деревни Маанселькя и Пирхоланмяки на финской карте 1923 года

До 1939 года деревни Маанселькя и Пирхоланмяки входили в состав волости Рауту Выборгской губернии Финляндской республики.
С 1 декабря 1960 года — в составе Приозерского района. 
С 1 февраля 1963 года — в составе Выборгского района.
С 1 января 1965 года — вновь в составе Приозерского района. 
По данным 1966, 1973 и 1990 годов деревня Иваново входила в состав Сосновского сельсовета.
В 1997 году в деревне Иваново Сосновской волости проживали 15 человек, в 2002 году — 19 человек (русские — 90 %).
В 2007 году в деревне Иваново Сосновского СП проживали 10 человек, в 2010 году — 32 человека.

## География
Деревня расположена в южной части района на автодороге А121 «Сортавала» (Санкт-Петербург — Сортавала — автомобильная дорога Р-21 «Кола»).
Расстояние до административного центра поселения — 5 км.
Расстояние до ближайшей железнодорожной станции Сосново — 4 км. 

## Демография
| 2007 | 2010 | 2017 |
| ---- | ---- | ---- |
| 10   | ↗32  | ↘10  |

## Улицы
Ивановская, Придорожная.

## Садоводства
Иваново, Черничное